# Kosîci, Zolociv
Kosîci (în ucraineană Косичі) este un sat în comuna Pidhaiciîkî din raionul Zolociv, regiunea Liov, Ucraina.

## Demografie
Componența lingvistică a localității Kosîci
     Ucraineană (100%)
Conform recensământului din 2001, toată populația localității Kosîci era vorbitoare de ucraineană (100%).